# Fourvière Hôtel
Le Fourvière Hôtel est un hôtel-restaurant 4 étoiles situé dans le quartier Fourvière de Lyon, dans le Rhône, en Auvergne-Rhône-Alpes. Il est aménagé en 2015 dans l'ancien couvent de la Visitation Sainte-Marie de Fourvière, bâtiment de style roman-byzantin construit au XIXe siècle.

## Historique

### Couvent de la Visitation Sainte-Marie de Fourvière
L’ordre de la Visitation de Sainte-Marie est fondé en 1610 par sainte Jeanne de Chantal et saint François de Sales. L'ordre fonde plusieurs couvents à Lyon dès 1615.
En 1850, les visitandines de la Croix-Rousse achète conjointement avec les Carmélites de Lyon un terrain situé rue du Juge-de-Paix (actuelle rue Roger Radisson) sur la colline de Fourvière, où sont déjà construit d'autres monastères qui dominent Lyon, à 500 m de la basilique Notre-Dame de Fourvière, permet aux sœurs . Essentiellement plantés de vignes et de vergers, les trois hectares comportent également quelques bâtiments du XVIIIe siècle. Les dames de la Visitation conservent une partie du terrain qui n'est pas bâti. Par la suite, les sœurs font l'acquisition d'autres parcelles autour de ce terrain.

Chapelle du couvent, renovée à l'identique (2013-2014)
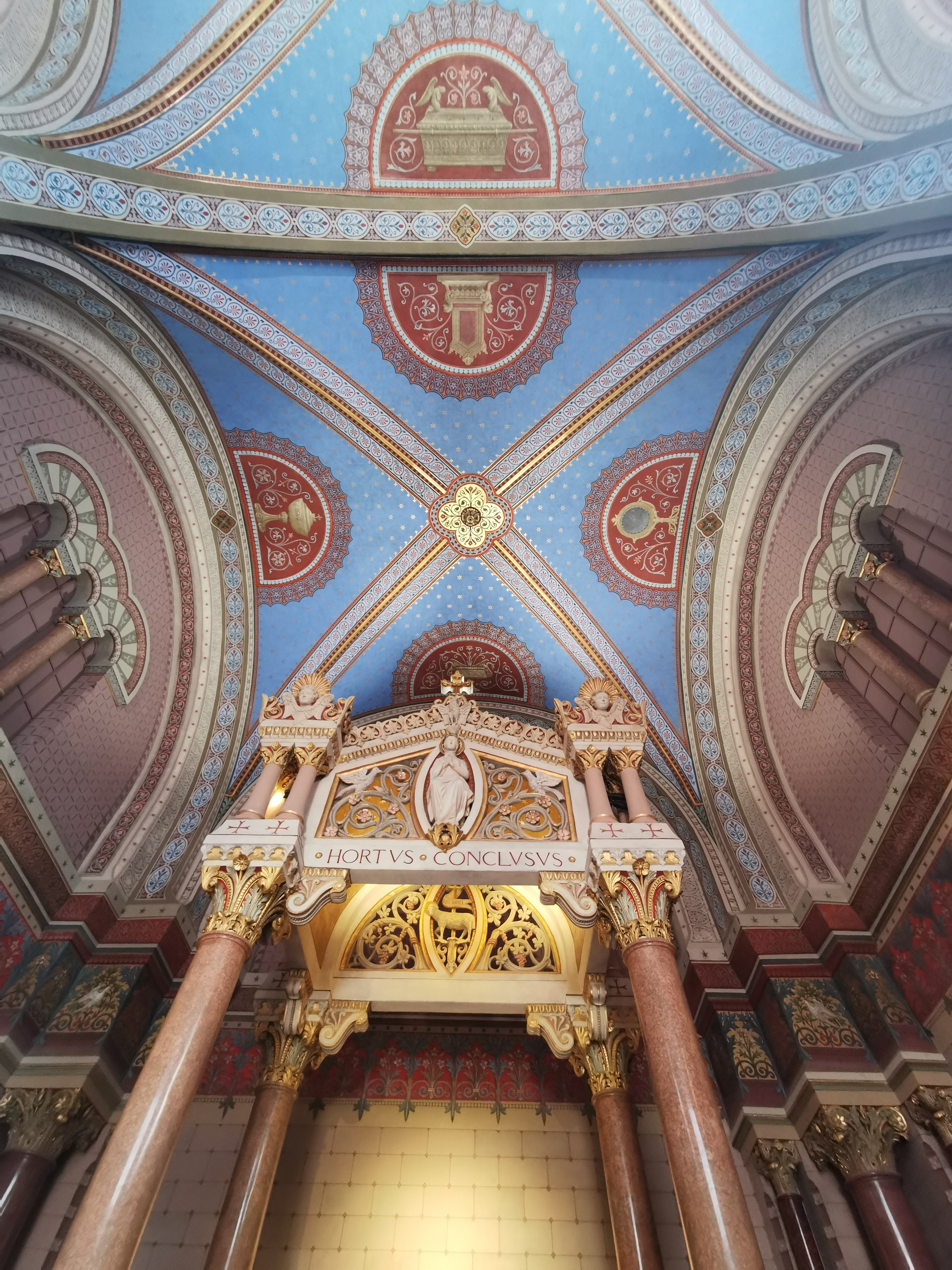
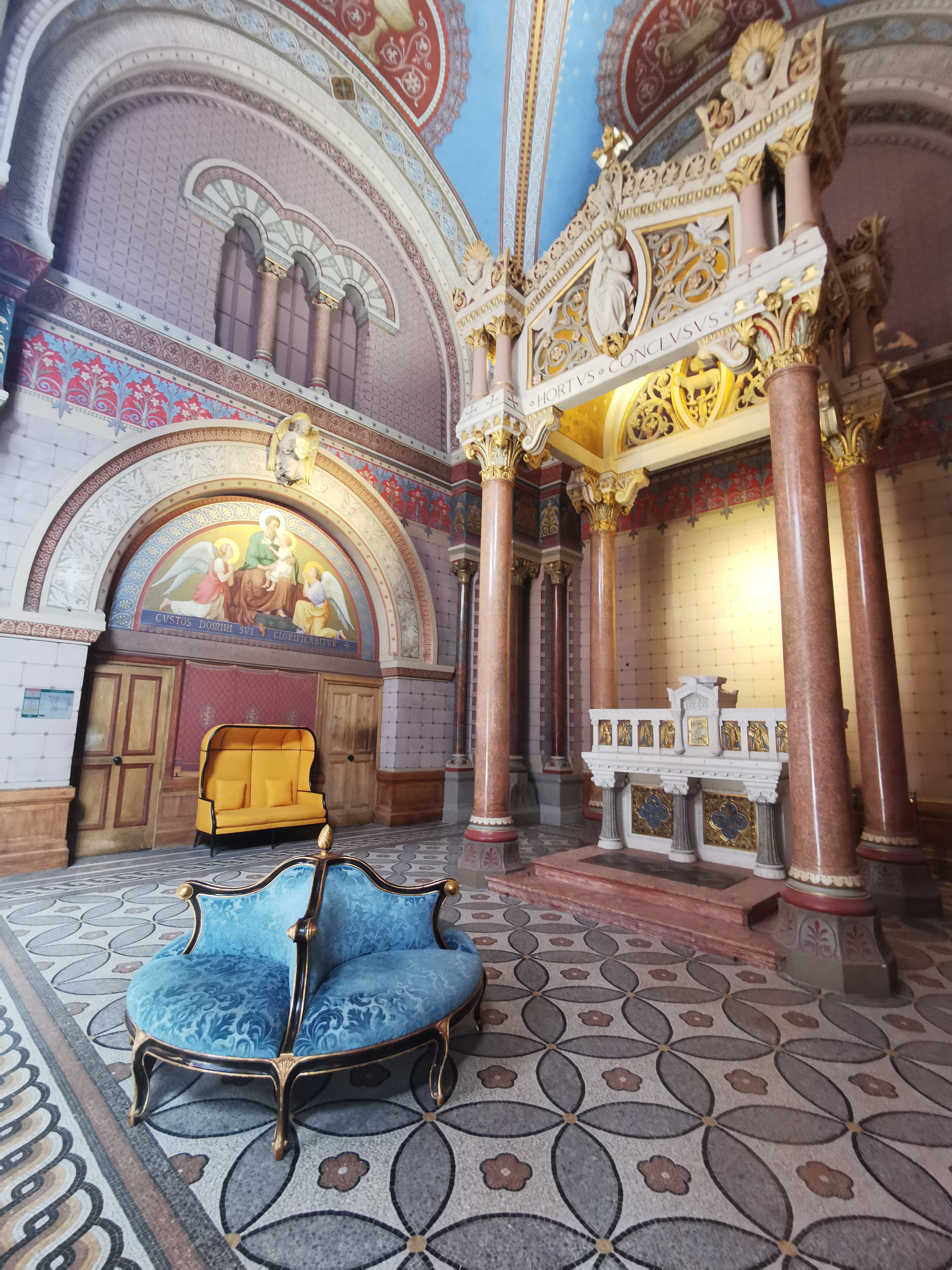
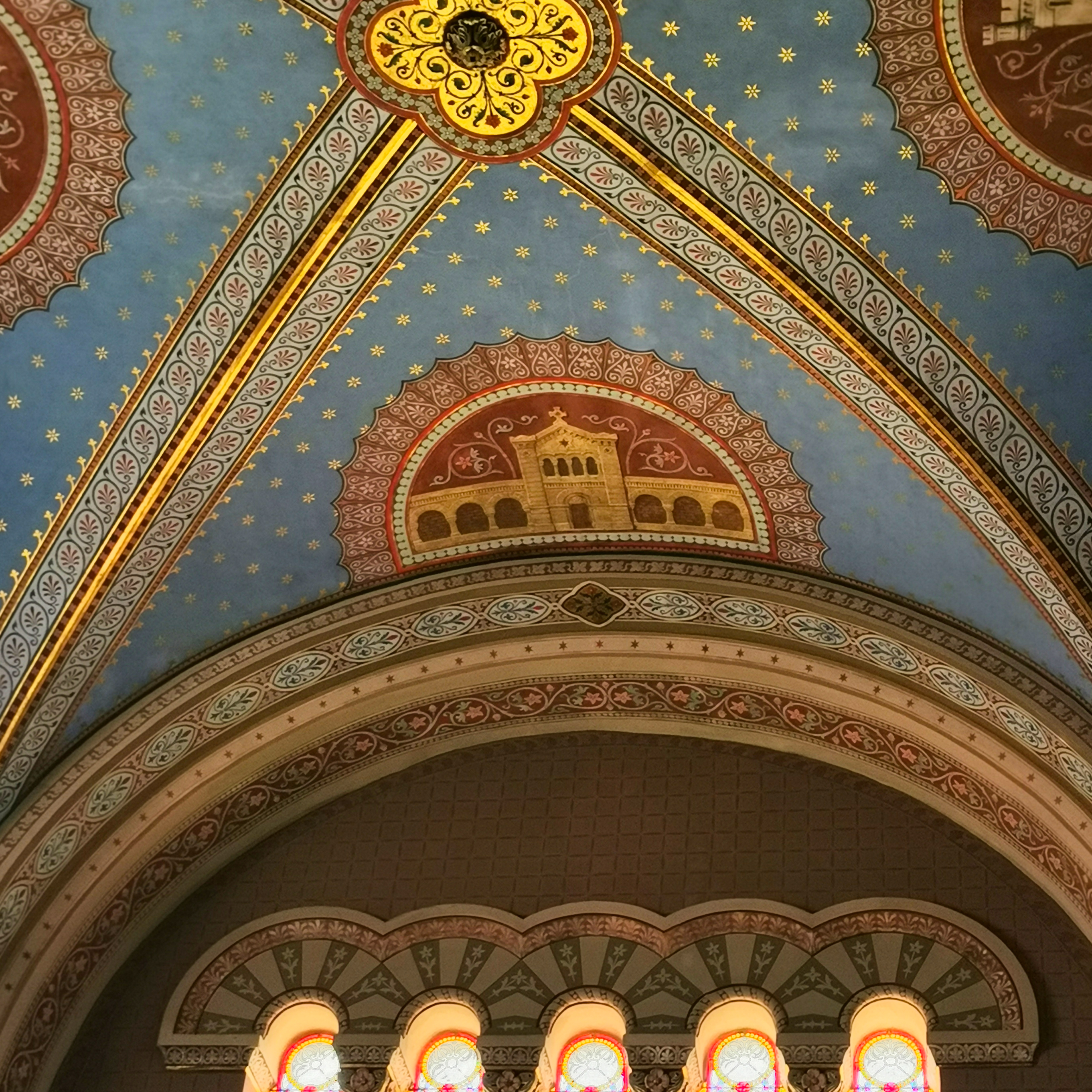

Le dessin du couvent est confié à l'architecte lyonnais Pierre Bossan  (également architecte à la fin de sa carrière, de la basilique Notre-Dame de Fourvière voisine, entre 1872 et 1884). Il fait bâtir le couvent d'origine à partir du plan-type de l’ordre (rédigé en 1624) tout en s'inspirant de son style roman-byzantin de prédilection d'alors, avec :
- un plan carré, sur trois étages, en briques et pierres jaunes de Couzon-au-Mont-d'Or, autour d'un important cloître de 650 m², à galeries en péristyle, fermé sur un côté par l’église, avec puits à eau central, parc, et jardin
- un riche décor ornemental intérieur d'église, en opposition avec l’élégance plus austère de la façade, réalisé par Bossan et ses collaborateurs, le sculpteur Charles Dufraine, et le peintre Jacques Razuret, dans la continuité d'Eugène Viollet-le-Duc,  avec une polychromie dominante rouge, or, et azur, ornementé d'un foisonnant symbolisme végétal et animal liés à la Vierge et au Christ[2].

La première pierre est officiellement posée le 6 juin 1854. Les visitandines quittent leur couvent de la Croix-Rousse le 16 juin 1856 pour y emménager, malgré le fait que les travaux de l'église et de l'aile nord ne sont pas encore totalement terminés. Le couvent est définitivement terminé en 1858.
Il est transformé et agrandi à plusieurs reprises à partir de 1862, par l'acquisition de nouveau terrain, des modifications de disposition des pièces, des ajouts de dépendances. En 1870 une salle de gymnastique est bâtie perpendiculairement à l'aile sud.
La guerre franco-allemande de 1870 (à l'origine de la fondation de la Troisième République française, de la laïcité en France, et de l'expulsion des congrégations religieuses de France de 1903 qui oblige la fermeture du pensionnat), puis les deux guerres mondiales, entraînent le long déclin institutionnel et financier du couvent. 

### Hospices civils de Lyon

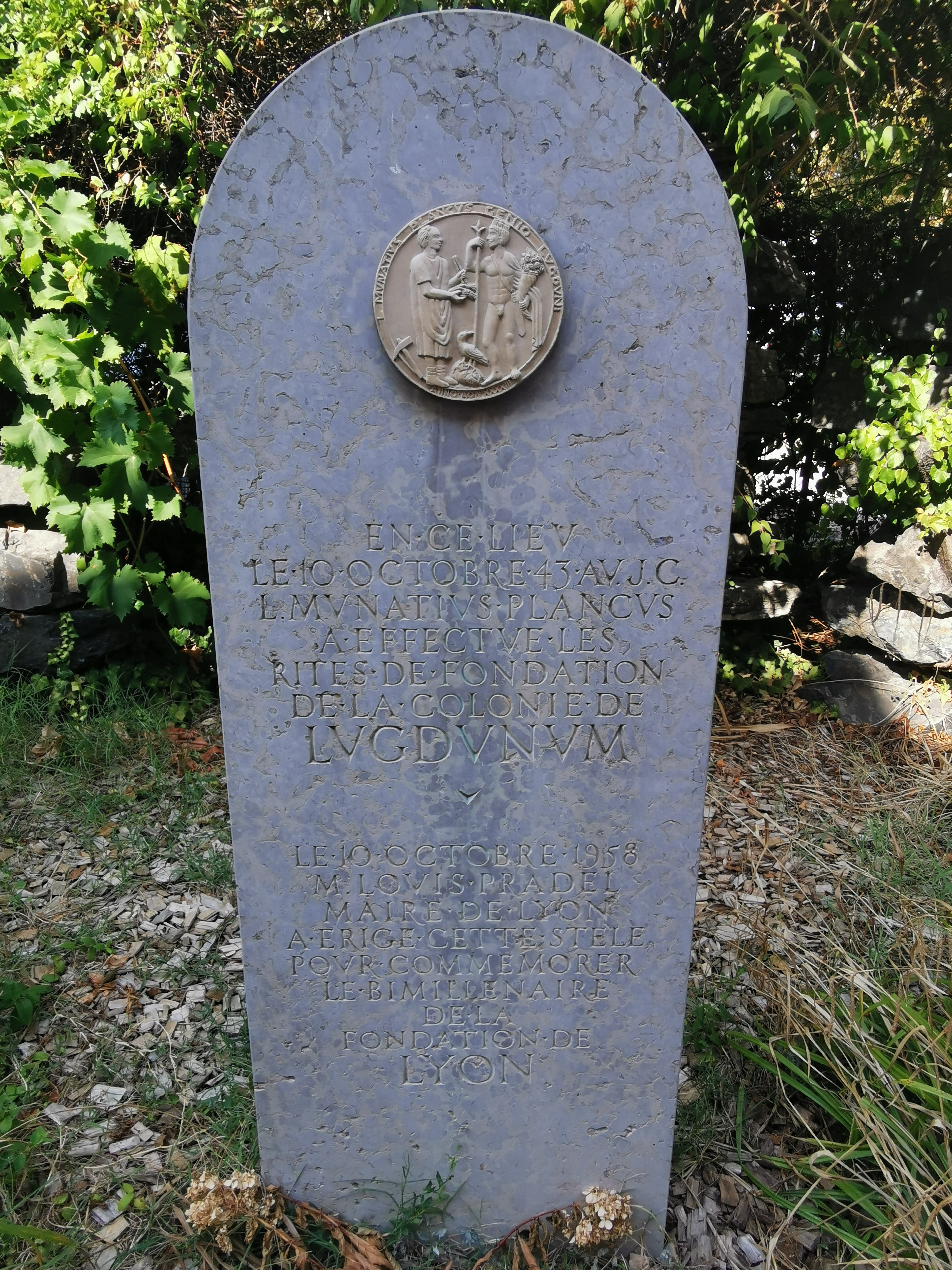
Stèle commémorant le bimillénaire de Lyon derrière l'hôtel

En 1965 les sœurs vendent les lieux à la ville de Lyon, pour emménager dans un couvent plus modeste de Vaugneray. Le maire de Lyon Louis Pradel et le ministre de la culture André Malraux d'alors, étudient un temps le projet de le convertir en école d’architecture. Lyon loue finalement les lieux aux Hospices civils de Lyon / Hôtel-Dieu de Lyon, qui en font en 1974 leur centre d'archive, avec un profond remaniement de l’intérieur de l'édifice par l'architecte en chef des monuments historiques Jean-Gabriel Mortamet, avant de les reprendre  en 1978. Le parc de la Visitation devient alors un parc public lyonnais, accessible par le chemin « Lucius Munatius Plancus » (fondateur de Lugdunum / Lyon en 43 av. J.-C., capitale de Gaule romaine). Le rez-de-chaussée du couvent est occupé par le service des Espaces verts de Lyon.

### Hôtellerie  de prestige
Entre 2011 et 2015, le couvent est vendu à des promoteurs immobiliers qui le restaurent entièrement en hôtel-restaurant 4 étoiles de prestige, avec un décor raffiné mêlant ancien et modernité (le grand hall de réception est emménagé dans le décor d'origine de l'ancienne église), avec 6000 m² de surface sur 3 niveaux, 75 chambres et suites, restaurant gastronomique dans les couloirs en péristyle de l'ancien cloître rénové, centre de soin et espace bien-être « Fourvière Les Bains » (en partie aménagés dans d'anciennes cellules monastiques), piscine, et terrain de jeu traditionnel de boules lyonnaises.